# بیابان اسموک کریک

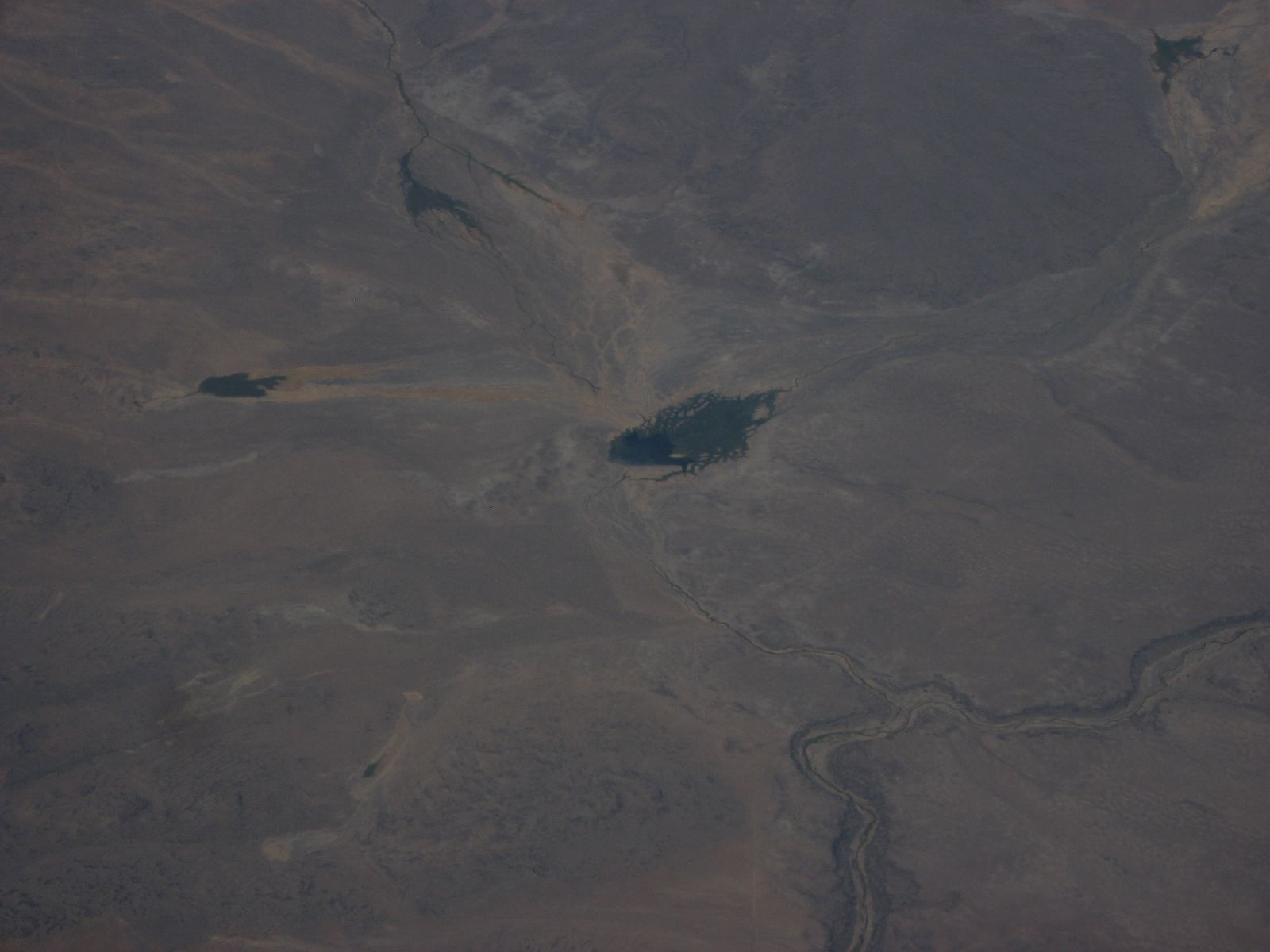
دید هوایی از یک واحه پرآب در حاشیه بیابان اسموک کریک.

بیابان اسموک کریک (به انگلیسی: Smoke Creek Desert) بیابان در ایالات متحده آمریکا است در شمال غربی ایالت نوادا ایالات متحده آمریکا. نام آن به معنی «نهر دود» است.
بیابان اسموک کریک در حدود ۹۷ کیلومتری (۶۰ مایلی) شمال دریاچه پیرامید، در غرب کوهستان فاکس و شرق کوه‌های اسموک کریک واقع شده‌است.
انتهای جنوبی این بیابان در منطقه اختصاصی سرخ‌پوستی دریاچه پیرامید شده و یک خط آهن نیز در لبه شرقی این بیابان قرار دارد. بیابان اسموک کریک در جنوب غرب دریاچه خشک جنوبیِ بیابان بلک راک جای گرفته و بین کوهستان گرانیت و کوه‌های فاکس قرار دارد.
این بیابان بر روی نقشه سرهنگ فرمانت که در اکتشافات سال‌های ۱۸۴۳–۱۸۴۴ از این منطقه کشیده بود با عنوان «هامون گل‌آلود» یاد شده است.
نام اصلی دیگر برای بیابان که در بسیاری از نقشه‌های دهه ۱۸۵۰ به بعد دیده می‌شود «دریاچه اَلَکی» است.